# Parco nazionale di Santa Rosa
Il parco nazionale di Santa Rosa (in spagnolo: Parque Nacional Santa Rosa) è un parco nazionale della Costa Rica.
Si estende, sulla costa pacifica e nell'immediato entroterra per un totale di oltre 37.000 ettari sulla terraferma e oltre 75.000 in mare. Nel parco sono presenti circa dieci ecosistemi diversi e vivono 155 specie di mammiferi (fra i quali il procione, il bradipo, il giaguaro, molte specie di primati e oltre 70 specie di pipistrelli), 253 specie di uccelli, 100 di anfibi e rettili, 10.000 di insetti (di cui circa 3.140 specie di farfalle).